# العلاقات الفلسطينية الفنزويلية
العلاقات الفلسطينية الفنزويلية هي العلاقات الدولية بين دولة فلسطين وجمهورية فنزويلا البوليفارية.

## التاريخ
بعد انتخاب هوغو تشافيز رئيساً لفنزويلا في عام 1998، تدهورت العلاقات بين إسرائيل وفنزويلا بسرعة كما دعمت فنزويلا بشدة حقوق الفلسطينيين وأدانت الإجراءات الإسرائيلية، وقامت مرتين بطرد السفير الإسرائيلي في فنزويلا (في عام 2006، خلال حرب لبنان 2006، و 2009، رداً على حرب غزة 2008-2009).
أثناء النزاع الإسرائيلي اللبناني عام 2006 بين إسرائيل وحزب الله طرد تشافيز السفير الإسرائيلي في فنزويلا وخفض اتفاقات اقتصادية وعسكرية بين فنزويلا وإسرائيل. تشافيز قارن أيضاً تصرفات إسرائيل بهتلر والنازيين. خلال زيارة قام بها إلى كل من روسيا والصين في عام 2006 دعا تشافيز لمحاكمة القادة الإسرائيليين في المحكمة الجنائية الدولية. خطابات وهجمات تشافيز الكلامية ضد إسرائيل قد أكسبته الثناء في جميع أنحاء العالم العربي بأكمله. ومنذ ذلك الحين عززت فنزويلا علاقاتها مع روسيا، والصين، وإيران من أجل مواجهة الدعم الذي تتلقاه إسرائيل من الولايات المتحدة.
اعترفت فنزويلا رسميًا بدولة فلسطين وأقامت علاقات دبلوماسية معها في 29 أبريل 2009.
صوتت فنزويلا في 29 نوفمبر 2012، لصالح انضمام فلسطين بصفة عضو مراقب في الأمم المتحدة.
في 17 أغسطس 2023، رحبت وزارة الخارجية الفلسطينية بقرار فنزويلا رفع مستوى التمثيل الدبلوماسي الفنزويلي لدى دولة فلسطين من مكتب تمثيل إلى سفارة.